# 国立蒙藏学校旧址
国立蒙藏学校旧址，位于北京市西城区西单小石虎胡同，原为1913年中华民国蒙藏院开办的蒙藏学校所在地，2006年被列为第六批全国重点文物保护单位，2023年3月28日起以中华民族共同体体验馆的名义对社会公众开放预约。

## 历史
国立蒙藏学校旧址前身是明朝初年的常州会馆，明朝末年是崇祯帝岳父大学士周延儒的住宅；清朝初年曾为建宁公主府，是吴应熊与建宁公主的居所。
雍正二年（1724年），设左右二翼宗学，作为皇室贵族子弟学校；右翼宗学即设在此处，相传曹雪芹也曾在这里当过短期教习。乾隆九年（1744年），右翼宗学迁往绒线胡同，旧址被赏赐给大学士裘曰修作为住宅。纪晓岚《阅微草堂笔记》记载该宅闹鬼：“阅年既久，故不免有时变怪，然不为人害也。厅西小房两楹，曰‘好春轩’，为文达燕见宾客地，北壁一门，横通小屋两极楹，童仆夜宿其中，睡后多为魅出，不知是鬼是狐，故无敢下榻其中者。”
乾隆后期，该宅被赐给乾隆帝长子定亲王永璜之子镇国公绵德（乾隆四十二年封镇国公）；绵德在乾隆四十九年晋为贝子，保存至今的府邸即为贝子府的规制。清朝末年，该府由毓祥继承，因此又被称为“祥公府”。
清朝被推翻后，1913年中华民国北京政府蒙藏院在此开办蒙藏学校，1924年在东侧院建立松坡图书馆第二馆（即外文部）。1923年秋，李大钊、邓中夏等人来该校开展革命活动。1924年，乌兰夫、奎壁等青年学生成为中国共产党第一批蒙古族党员，并在这里组建了中国共产党第一个少数民族党支部。

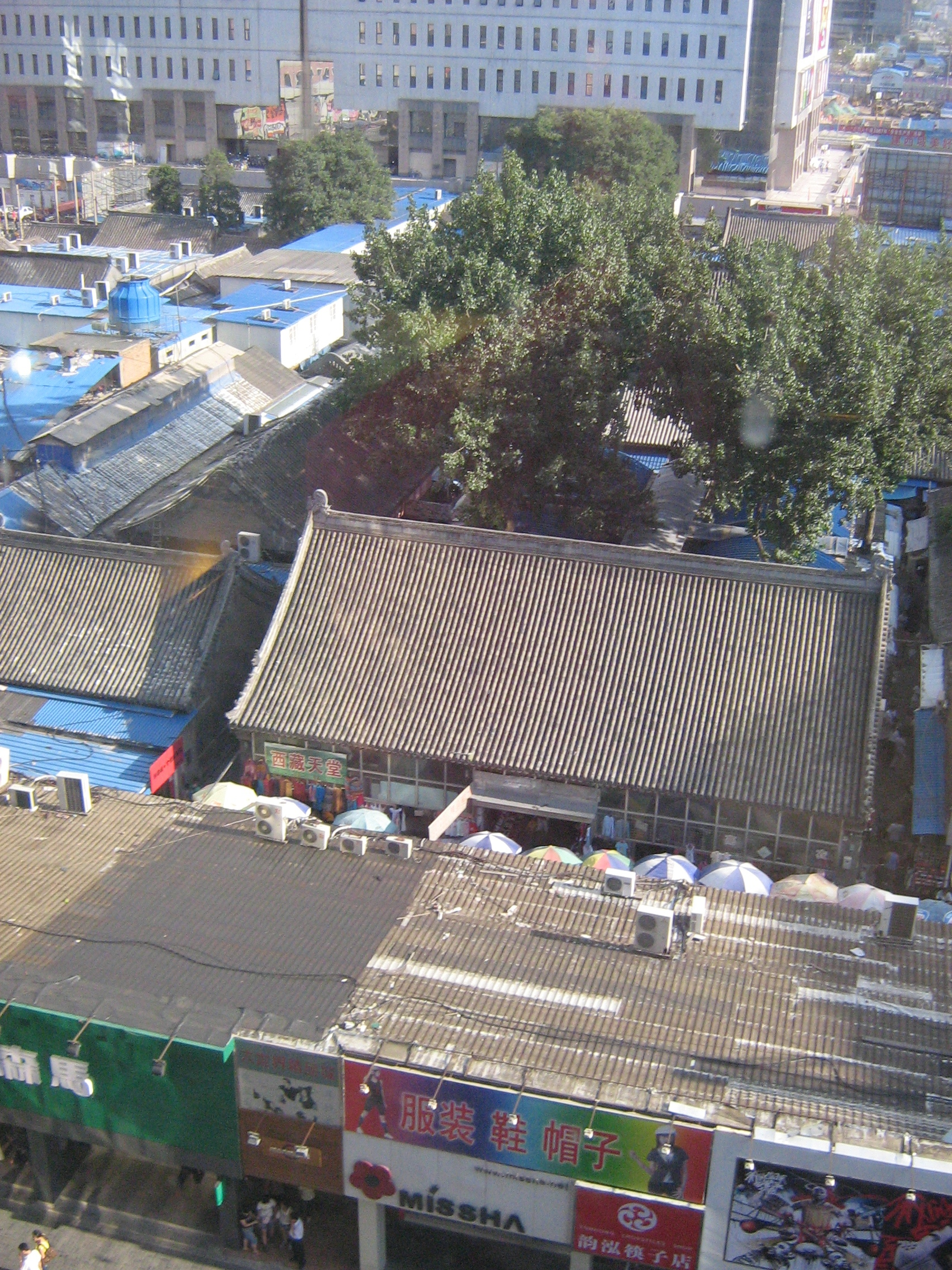
国立蒙藏学校旧址被民族大世界占据，摄于2007年8月12日

1949年中华人民共和国建立后，中央民族学院附属中学（前身即蒙藏学校）曾以此为校址。1980年代，曾被计划拆除以建立民族大厦，但该计划被搁置。1988年该旧址建起了服装市场，后来定名为“民族大世界”，对外出租摊位。该旧址的上级单位为国家民族事务委员会。旧址被民族大世界占据，府邸内充斥了各种商铺，部分古建的内部墙壁已被拆除，作为服装超市、精品鞋城等。
国立蒙藏学校旧址2001年被列为北京市文物保护单位，2006年被列为第六批全国重点文物保护单位。2006年起，根据北京市文物局、北京市消防局要求，民族大世界陆续清退部分商户，拆除临时性建筑近2000平方米，并修缮了部分损毁严重的古建筑。其中，2007年4月，由于旧址内私搭乱建严重，并有很大的火险隐患，北京市文物局对其发了《责令限期改正通知书》。北京市人民政府曾计划2007年内对该址周边环境进行治理，撤走商贩，但该计划未能实施。2011年，北京市文物局等部门对民族大世界进行专项文物督察，要求民族大世界全面保护修缮文物，拆除非文物建筑，消除安全隐患。
2013年3月20日，国家民委、西城区人民政府成立“西单33号院文物保护修缮项目联合工作小组”，张贴民族大世界商场腾退安置公告，给予全部商户两个月清货期，自5月20日起停止民族大世界商场的经营。国立蒙藏学校旧址修缮保护工程前期工作启动。2013年3月，民族大世界开始腾退商户。2013年5月19日，民族大世界关闭。随后国立蒙藏学校旧址开始进行保护修缮，恢复原貌。
2023年3月28日，蒙藏学校旧址对公众开放，实行预约参观制。

## 建筑

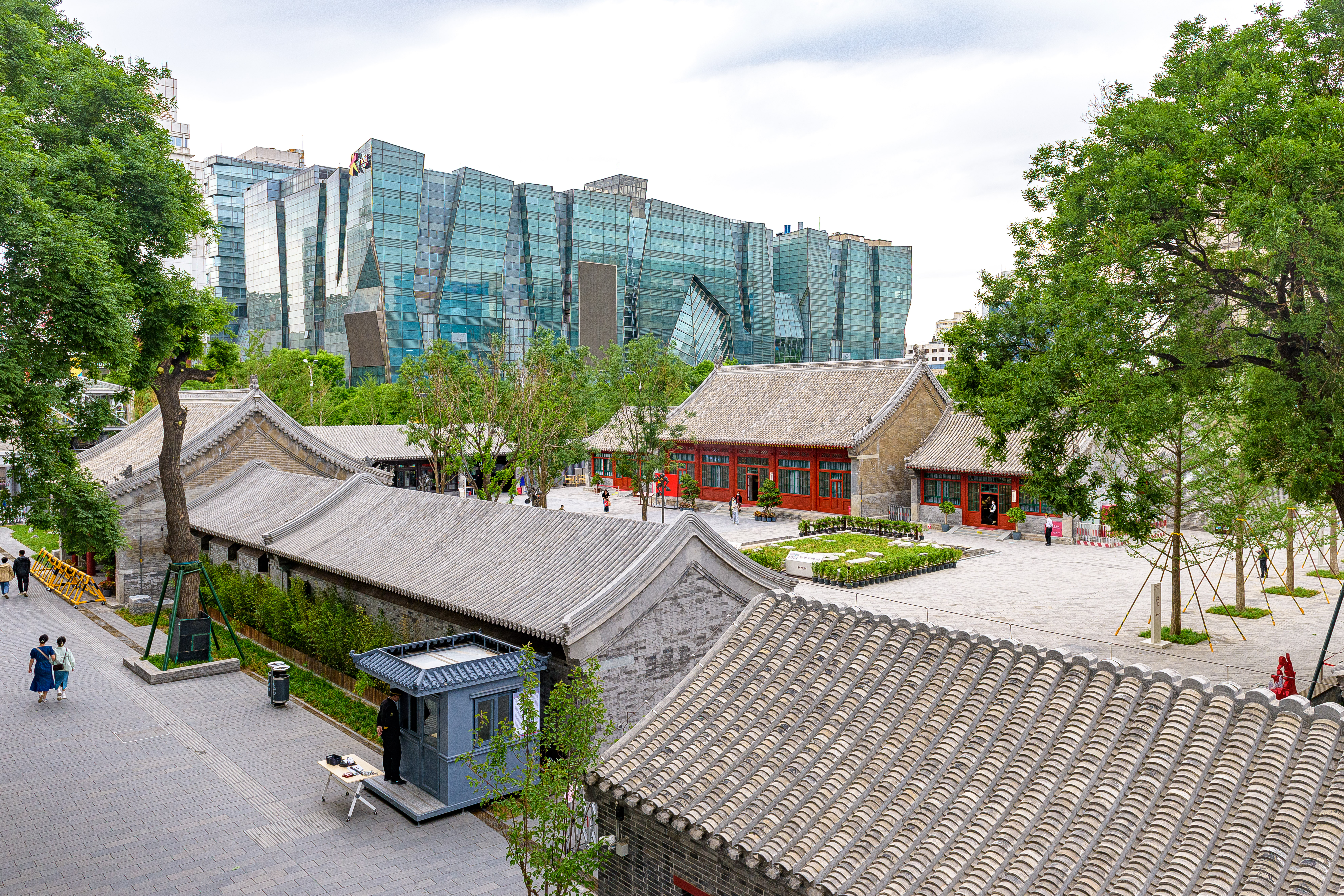
从汉光百货北侧平台拍摄的蒙藏学校

现在蒙藏学校旧址基本保存了贝子府的府邸格局，占地面积11880平方米，其中古建筑3200平方米，分东西两部分。
西侧院位于小石虎胡同33号，是三进院落，尚存府门、正厅、过厅、后厅、东西跺殿、东西配殿，均为灰筒瓦硬山顶，有大吻、垂兽，共有房间50余间。 旧址内有一棵古枣树，其树高10米以上，树围2.8米，相传为明朝初年种植，已有六百多岁树龄，有“京都古枣第一株”之称。据说曹雪芹和徐志摩都见过该枣树。
东侧院位于小石虎胡同38号（原为石虎胡同7号），为原松坡图书馆第二馆的所在地，现部分建筑已被拆毁，为两进院落。